# Pioneer 4
Pioneer 4 byla bezpilotní sonda z roku 1959 organizace NASA z USA určená k průzkumu Měsíce. Celý projekt programu Pioneer připravila Jet Propulsion Laboratory (JPL) v Pasadeně u Los Angeles. Označení dle katalogu COSPAR dostala 1959-013A (dle jiných zdrojů je nosná raketa A, sonda B).

## Program
Byl to čtvrtý americký pokus o let k Měsíci.

## Průběh letu
S pomocí rakety Juno II odstartovala sonda z rampy na kosmodromu Eastern Test Range na Floridě dne 3. března 1959. Získala rychlost 11,08 km/sec, tedy o 0,09 km/s méně, než byl plán. Následná nepříliš vydařená korekce letu způsobila, že sonda prolétla 4. března 1959 kolem Měsíce ve vzdálenosti 59 550 km, tedy zhruba o polovinu více, než bylo v plánu. Poté sonda pokračovala v letu po heliocentrické dráze s periodou 395 dní, ve vzdálenosti cca 147-170 milionů km od Slunce. Tím se stala po sovětské Luně 1 druhou umělou družicí (dříve uváděno planetkou) Slunce. Se sondou udržovala stanice Goldstone v Kalifornii spojení naposledy 6. března, tedy 82 hodin po startu, kdy byla od Země vzdálena 655 000 km. Její chemické baterie měly plánovanou životnost 90 hodin. Konstrukcí to byla obdoba předchozí sondy Pioneer 3, také o hmotnosti 6 kg.